# Curling aux Jeux olympiques de 1988
Pour des articles plus généraux, voir Curling aux Jeux olympiques et Jeux olympiques d'hiver de 1988.
Navigation
Lake Placid 1932
(démonstration) Albertville 1992
(démonstration)
Les épreuves de curling aux Jeux olympiques de Calgary se déroulent du 14 février au 20 février 1988 dans la Max Bell Arena.
Le curling est un sport officiel aux Jeux olympiques d'hiver de 1924, puis un sport de démonstration en 1932. Il revient en 1988 en tant que sport de démonstration, 56 ans après.

## Podiums
| Épreuves                   | Or                                                                                    | Argent                                                                                               | Bronze                                                                                            |
| -------------------------- | ------------------------------------------------------------------------------------- | --- | ------------------------------------------------------------------------------------------------- |
| Hommes résultats détaillés | Norvège (NOR) Eigil Ramsfjell (cap) Sjur Loen Morten Søgaard Bo Bakke x-Gunnar Meland | Suisse (SUI) Hansjörg Lips (cap) Rico Simen Stefan Luder Peter Lips x-Mario Fluckinger               | Canada (CAN) Ed Lukowich(cap) John Ferguson Neil Houston Brent Syme x-Wayne Hart                  |
| Femmes résultats détaillés | Canada (CAN) Linda Moore (cap) Lindsay Sparkes Debbie Jones Penny Ryan x-Patti Vande  | Suède (SWE) Elisabeth Högström (cap) Monika Jansson Birgitta Sewik Marie Henriksson x-Anette Norberg | Norvège (NOR) Trine Trulsen (cap) Dordi Nordby Hanne Pettersen Mette Halvorsen x-Marianne Aspelin |

## Hommes

### Qualification
| Pays            | Skip             | Club                  | Ville     | G | P |
| --------------- | ---------------- | --------------------- | --------- | - | - |
| Suisse          | Hansjörg Lips    | CC Lausanne Olympique | Lausanne  | 5 | 2 |
| Canada          | Ed Lukowich      | Calgary Winter Club   | Alberta   | 5 | 2 |
| Norvège         | Eigil Ramsfjell  | Snarøen CC            | Oslo      | 4 | 3 |
| États-Unis      | Bob Nichols      | Superior CC           | Wisconsin | 4 | 3 |
| Suède           | Dan-Ola Eriksson | Härnösands CK         | Härnösand | 4 | 3 |
| Danemark        | Gert Larsen      | Hvidovre CC           | Hvidovre  | 3 | 4 |
| Allemagne       | Andy Kapp        | EV Füssen             | Füssen    | 3 | 4 |
| Grande-Bretagne | David Smith      | St. Martins CC        | Perth     | 0 | 7 |

- 1re journée
  -  Allemagne 9:4  Suède
  -  États-Unis 6:4  Danemark
  -  Suisse 4:3  Canada
  -  Norvège 4:3  Royaume-Uni
- 2e journée
  -  Norvège 8:4  Danemark
  -  Suède 7:3  Suisse
  -  Allemagne 7:4  Royaume-Uni
  -  Canada 9:5  États-Unis
- 3e journée
  -  Suisse 4:2  Royaume-Uni
  -  Canada 9:7  Norvège
  -  États-Unis 10:6  Suède
  -  Danemark 6:2  Allemagne
- 4e journée
  -  Norvège 4:2  Suède
  -  Canada 9:1  Allemagne
  -  Danemark 6:2  Suisse
  -  États-Unis 7:6  Royaume-Uni
- 5e journée
  -  Danemark 8:3  Royaume-Uni
  -  Suède 8:7  Canada
  -  Norvège 7:5  Allemagne
  -  Suisse 7:4  États-Unis
- 6e journée
  -  Allemagne 7:6  États-Unis
  -  Suisse 7:2  Norvège
  -  Canada 6:4  Royaume-Uni
  -  Suède 9:1  Danemark
- 7e journée
  -  Suède 6:5  Royaume-Uni
  -  Canada 9:5  Danemark
  -  États-Unis 9:3  Norvège
  -  Suisse 6:5  Allemagne

### Demi-finales
- Tie-break:
  -  Norvège 6:4  Suède
  -  Norvège 6:3  États-Unis
- Demi-finale
  -  Suisse qualifié
  -  Norvège 8:5  Canada

### Finale
| Équipe  | 1 | 2 | 3 | 4 | 5 | 6 | 7 | 8 | 9 | 10 | Final |
| Norvège | 0 | 3 | 2 | 0 | 2 | 0 | 2 | 1 | - | -  | 10    |
| Suisse  | 0 | 0 | 0 | 1 | 0 | 1 | 0 | 0 | - | -  | 2     |

## Femmes

### Qualification
| Pays       | Skip               | Club                     | Ville                  | G | P |
| ---------- | ------------------ | ------------------------ | ---------------------- | - | - |
| Norvège    | Elisabeth Högström | Karlstads CK             | Karlstad               | 5 | 2 |
| Canada     | Linda Moore        | North Shore Winter Club  | Vancouver              | 5 | 2 |
| Allemagne  | Andreas Schwaller  | SC Riessersee            | Garmisch-Partenkirchen | 4 | 3 |
| États-Unis | Lisa Schoeneberg   | Madison CC               | Wisconsin              | 4 | 3 |
| Suède      | Trine Trulsen      | Snarøen CC               | Oslo                   | 4 | 3 |
| Danemark   | Helena Blach       | Hvidovre CC              | Hvidovre               | 3 | 4 |
| Suisse     | Cristina Lestander | Berne Egghölzi Ladies CC | Berne                  | 2 | 5 |
| France     | Annick Mercier     | Megève CC                | Megève                 | 1 | 6 |

- 1re journée
  -  Suède 10:2  États-Unis
  -  Canada 4:3  Allemagne
  -  Danemark 6:5  Suisse
  -  Norvège 6:5  France
- 2e journée
  -  Danemark 7:5  France
  -  Suisse 7:4  Norvège
  -  Canada 7:5  États-Unis
  -  Suède 6:5  Allemagne
- 3e journée
  -  Canada 6:4  Suisse
  -  Allemagne 8:5  Norvège
  -  Suède 7:4  France
  -  États-Unis 9:2  Danemark
- 4e journée
  -  Allemagne 7:2  Danemark
  -  Norvège 9:5  États-Unis
  -  Suisse 7:3  Suède
  -  Canada 9:2  France
- 5e journée
  -  Norvège 9:2  Suède
  -  Danemark 5:2  Canada
  -  Allemagne 8:5  France
  -  États-Unis 9:6  Suisse
- 6e journée
  -  États-Unis 5:3  Allemagne
  -  Suède 6:4  Canada
  -  France 9:1  Suisse
  -  Norvège 7:2  Danemark
- 7e journée
  -  Canada 9:4  Norvège
  -  États-Unis 6:5  France
  -  Allemagne 9:4  Suisse
  -  Suède 7:2  Danemark

### Demi-finales
- Tie-break:
  -  Norvège 10:7  États-Unis
  -  Norvège 8:4  Allemagne
- Demi-finale
  -  Suède qualifié
  -  Canada 6:5  Norvège

### Finale
| Équipe | 1 | 2 | 3 | 4 | 5 | 6 | 7 | 8 | 9 | 10 | Final |
| Suède  | 1 | 0 | 2 | 0 | 1 | 0 | 0 | 0 | 1 | 0  | 5     |
| Canada | 0 | 1 | 0 | 1 | 0 | 2 | 1 | 0 | 0 | 2  | 7     |

## Tableau des médailles
| Rang | Nation  | Or | Argent | Bronze | Total |
| ---- | ------- | -- | ------ | ------ | ----- |
| 1er  | Canada  | 1  | 0      | 1      | 2     |
| 1er  | Norvège | 1  | 0      | 1      | 2     |
| 2e   | Suède   | 0  | 1      | 0      | 1     |
| 2e   | Suisse  | 0  | 1      | 0      | 1     |